# Borzestowski

Herb Borzestowski – wersja podstawowa

Herb Borzestowski – odmiana zatwierdzona Socha-Borzestowskim w Wielkiej Brytanii

Borzestowski – kaszubski herb szlachecki. Ze względu na specyficzną historię regionu, mimo przynależności do Rzeczypospolitej, rodzina i herb nie zostały odnotowane przez polskich heraldyków.

## Opis herbu
Opis z wykorzystaniem zasad blazonowania, zaproponowanych przez Alfreda Znamierowskiego:
W polu błękitnym ze skrajem srebrnym dwa jednorożce srebrne, wspięte, naprzeciw siebie, pod którymi półksiężyc złoty.
W klejnocie pół jednorożca wspiętego, srebrnego.
Labry błękitne, podbite srebrem.
Istniał też wariant herbu, w którym jednorożec w klejnocie trzyma między nogami strzałę złotą.

## Najwcześniejsze wzmianki
Wzmiankowany przez Emiliana Szeligę-Żernickiego, który jednak w miejsce jednorożców dał kozły sarny. Wariant ze strzałą został zatwierdzony przez The College of Arms w 1966 dla jednej z gałęzi rodziny osiadłej w Wielkiej Brytanii.

## Rodzina Borzestowski
Rodzina wywodząca się z Borzestowa, małej wioski w parafii Chmielno, w dawnym powiecie mirachowskim. Wzmianki o miejscowym drobnym rycerstwie, zapewne przodkach Borzestowskich, pochodzą już z czasów krzyżackich (1347). Przedstawiciele rodziny, oprócz gniazda w Borzestowie, posiadali jeszcze w czasach późniejszych działy w Milwinie i Mściszewicach. Potomkowie rodziny (Socha-Borzestowscy) żyją po dziś dzień, częściowo na emigracji w Wielkiej Brytanii.

## Herbowni
Borzestowski (Borostowski, Borzostowski, Borzystowski). Rodzina ta używała też przydomków Grzebionek, Skierk i Socha.
Borzestowscy mieli posługiwać się też herbem Lubicz, bądź jego odmianą, która miała pole czerwone, podkowę z jednym tylko krzyżem, srebrne i w klejnocie pięć piór strusich. Jednakże istnienie tego herbu jest niepewne (wzmianka na ten temat u Siebmachera jest pełna nieścisłości).